# Soter camerunensis
Soter camerunensis är en stekelart som först beskrevs av Szepligeti 1905.  Soter camerunensis ingår i släktet Soter och familjen bracksteklar. Inga underarter finns listade i Catalogue of Life.